# Current Conveyor
Der Current Conveyor bzw. Stromkonverter (weitere deutsche Übersetzung etwa Stromförderer) ist eine Kategorie idealisierter Schaltungsbausteine der Elektronik. Der Begriff, und die erste Variante (heute mit dem Kürzel CCI bezeichnet) wurde 1968 von A. Sedra und K. C. Smith vorgestellt. Inzwischen ist eine große Zahl weiterer Varianten dazu gekommen, z. B. der in der Praxis bedeutendere CCII (Current Conveyor, second generation, in zwei Polaritäten: CCII+ und CCII-).
Current conveyors sind ähnlich flexible Schaltungsbausteine wie Operationsverstärker, sie basieren jedoch auf einer Entwurfsmethode, die den elektrischen Strom in den Vordergrund stellt, statt der elektrischen Spannung, wie das bei Operationsverstärkern eher üblich ist. Diese Methode wird von manchen Autoren „current-mode approach“ genannt, was allerdings keine scharfe Abgrenzung ist, denn in einer konkreten Schaltung hat man es stets mit Strömen und Spannungen zu tun. Ein Signal als Strom (statt als Spannung) zu repräsentieren hat den Vorteil, dass sich parasitäre Kapazitäten nicht störend bemerkbar machen, und dass relativ niedrige Betriebsspannungen genügen. Diese Vorteile machen sich insbesondere in einer integrierten Schaltung bemerkbar, deshalb ist der Einfluss dieser Methode auf den Entwurf integrierter Schaltungen bedeutender als der Einfluss auf die allgemeine Schaltungstechnik. Aus diesem Grund sind auch relativ wenige Current Conveyor als fertige Bauteile im Handel.